# L'Aventurier de Séville
Pour plus de détails, voir Fiche technique et Distribution.
L'Aventurier de Séville (Las Aventuras del barbero de Sevilla) est un film musical franco-espagnol réalisé par Ladislas Vajda et sorti en 1954.
Ce film est une libre adaptation de la pièce de théâtre de Beaumarchais, Le Barbier de Séville, avec le chanteur Luis Mariano dans le rôle principal.
La musique a été écrite par Francis Lopez et Juan Quintero.
Le film a été en compétition au Festival de Cannes 1954.

## Fiche technique
- Titre original : Las Aventuras del barbero de Sevilla
- Titre français : L'Aventurier de Séville
- Réalisation : Ladislas Vajda
- Assistant-réalisateur : Fernando Palacios
- Scénario : Jesús María de Arozamena, d'après la pièce de théâtre Le Barbier de Séville de Beaumarchais
- Décors : Sigfrido Burmann
- Costumes : Georges K. Benda, Emilio Burgos
- Photographie : Antonio L. Ballesteros
- Son : Jacques Gallois
- Musique : Francis Lopez, Juan Quintero
- Production : Miguel Tudela
- Société(s) de production : Producciones Benito Perojo, Les Productions Cinématographiques
- Société(s) de distribution : Victory Films (France)
- Pays de production :  France,  Espagne
- Langue originale : espagnol
- Format : couleur (Gevacolor) — 35 mm — 1,37:1 — son Mono
- Genre : film musical, comédie
- Durée : 98 minutes
- Dates de sortie :
  - France : 5 avril 1954
  - Espagne : 3 septembre 1954

## Distribution
- Luis Mariano : Fígaro
- Lolita Sevilla : Pepilla
- José Isbert : Don Faustino
- Danielle Godet : Rosina
- Juan Calvo : El Cartujano, chef des bandits
- José María Rodero : le comte Almaviva
- Jean Galland : Don Bartolo
- Fernando Sancho : Sir Albert
- Antonio Riquelme
- Mariano Asquerino : l'amiral
- Raúl Cancio : Rubio
- Pierre Cour : Mellao
- Carmen Sánchez : Doña Rosa
- Joaquín Roa : le jeune bandit
- Carlos Díaz de Mendoza : le capitaine
- Antonio Padilla
- José Gómiz
- Pilar de Oro : une danseuse
- Alfredo Gil : un danseur
- Miguel Gila : le sergent
- Emma Penella : la duchesse de San Tirso

## Distinctions
Le film a été présenté en sélection officielle en compétition au Festival de Cannes 1954.